# Landschaftsschutzgebiet Offene Kulturlandschaft (Paderborn – Bad Lippspringe)

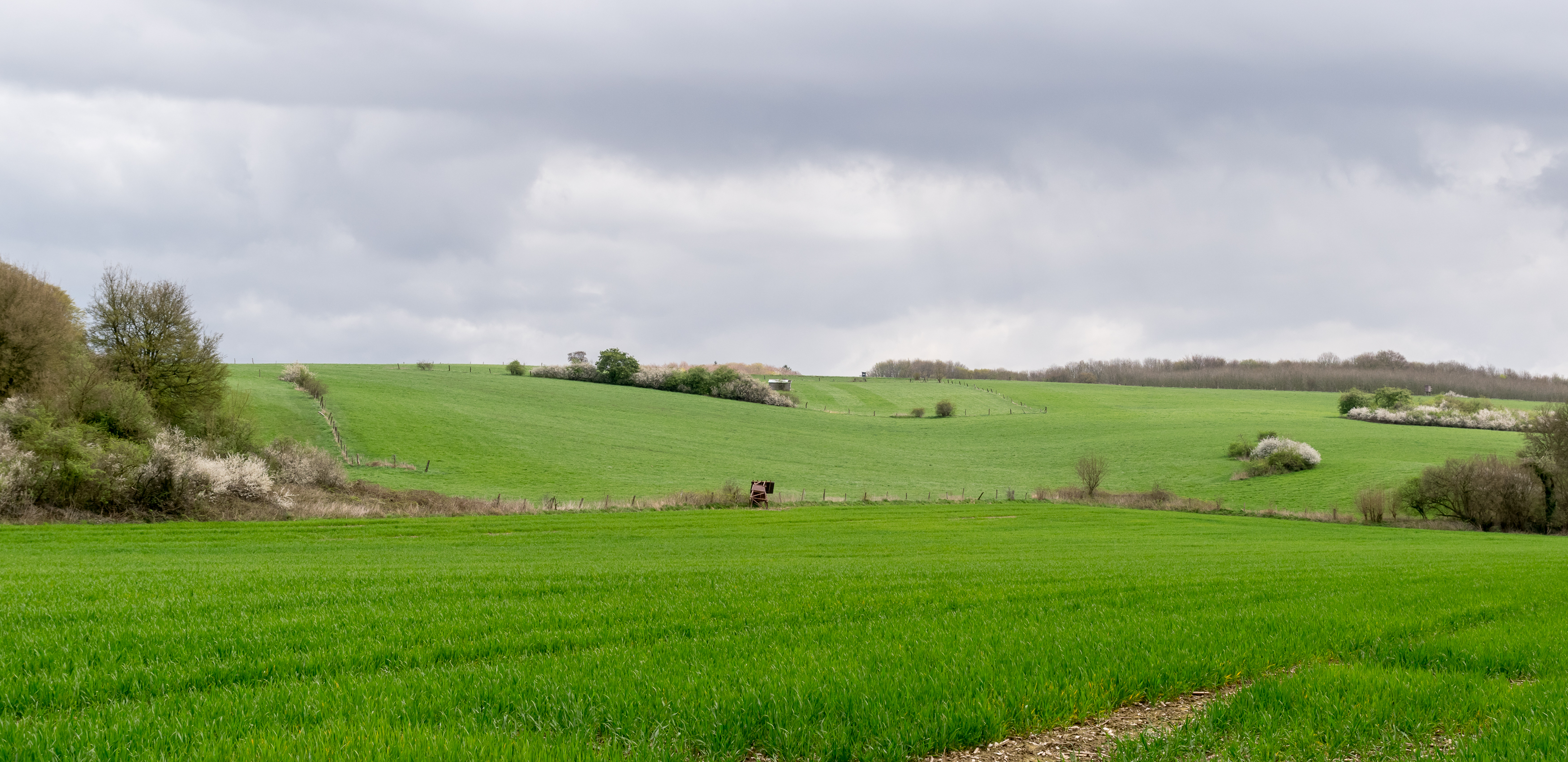
Grünlandbereich im LSG

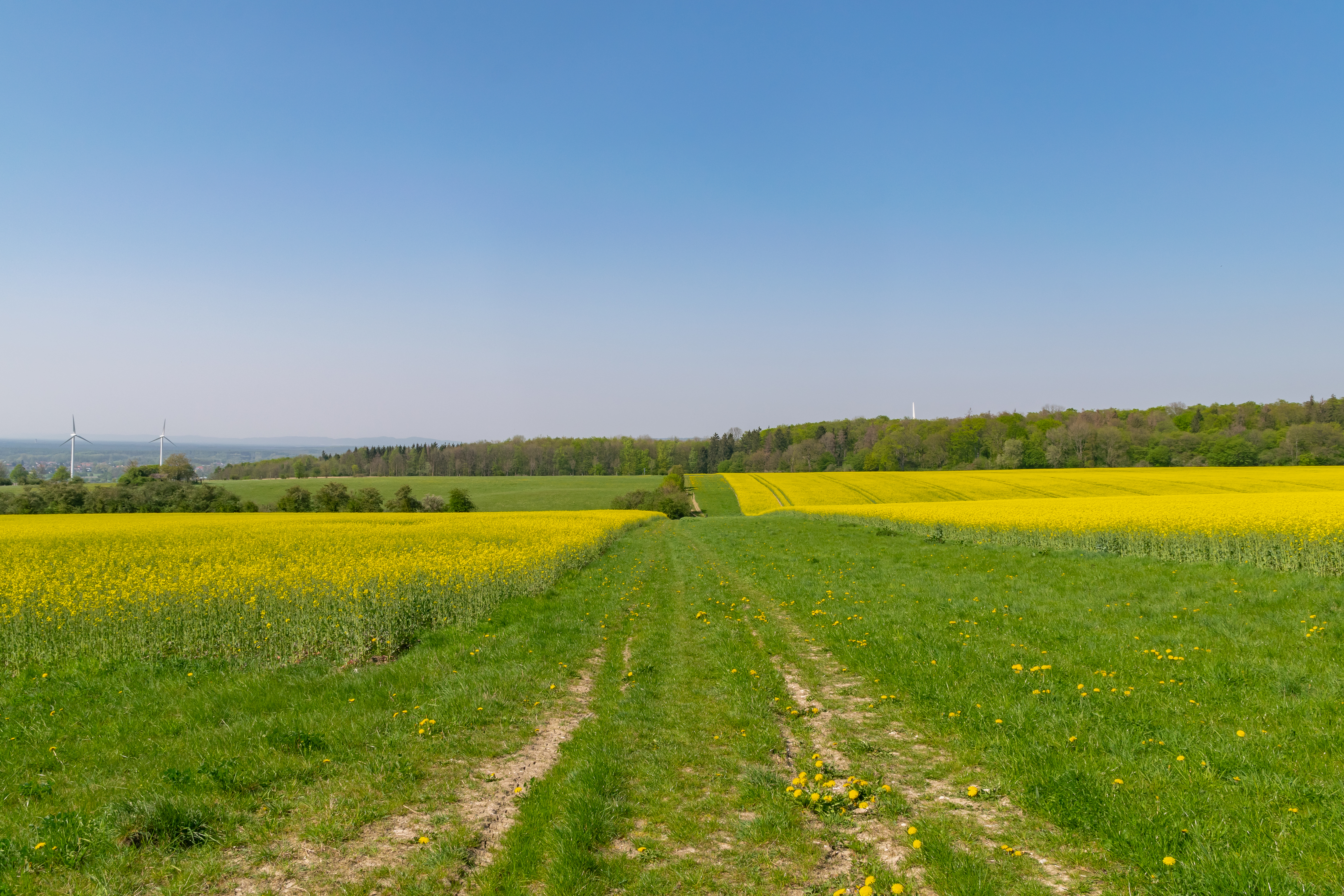
Ackerbereich im LSG

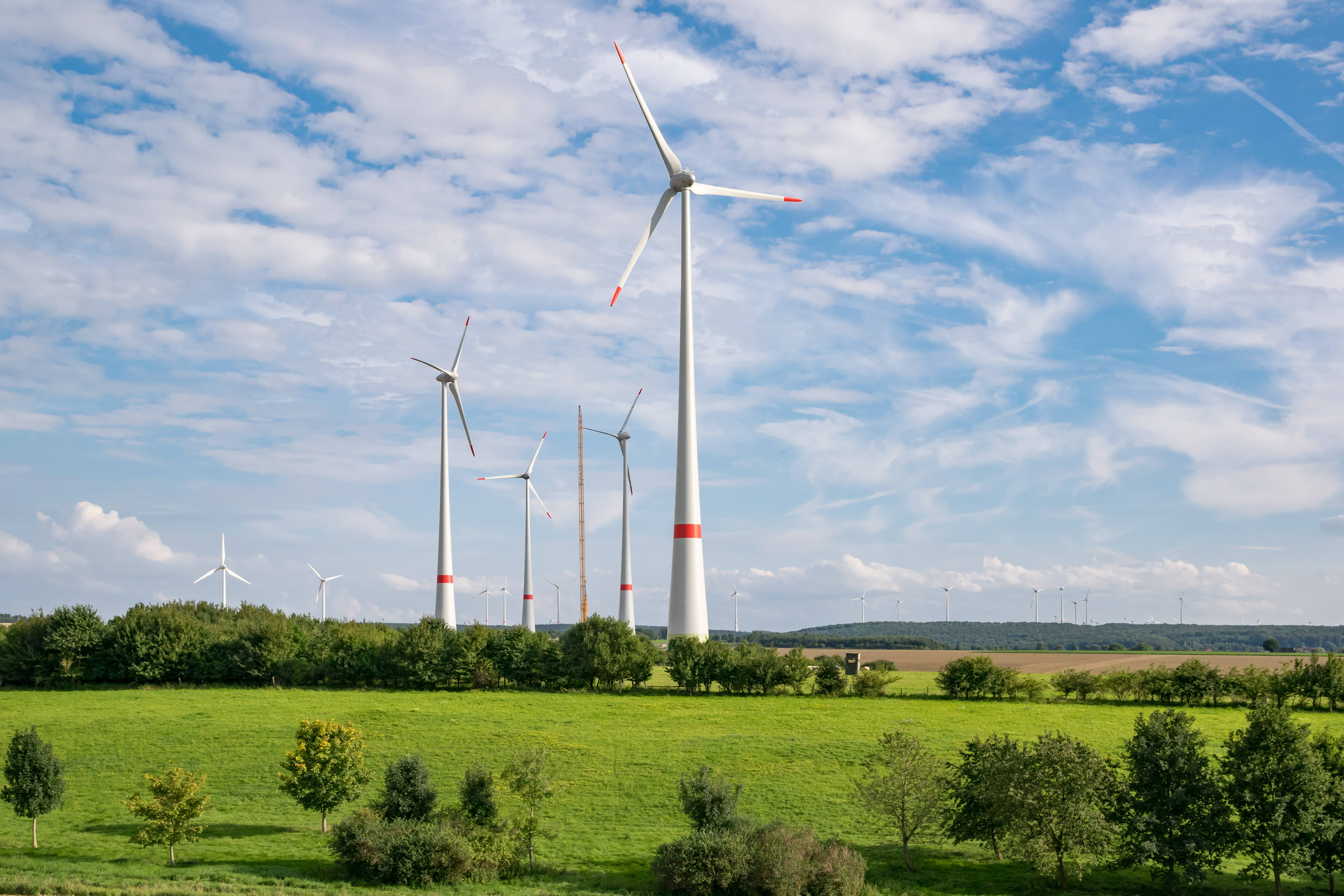
Windkraftanlagen im LSG

Das Landschaftsschutzgebiet Offene Kulturlandschaft mit 2898,81 ha Flächengröße liegt im Kreis Paderborn. Das Landschaftsschutzgebiet (LSG) wurde 1999 vom Kreistag mit dem Landschaftsplan Paderborn – Bad Lippspringe ausgewiesen. Das LSG besteht aus 15 Teilflächen, die häufig von Straßen noch unterteilt sind.

## Beschreibung
Das LSG umfasst Offenlandbereiche in den Städten Paderborn und Bad Lippspringe. Die Teilflächen liegen bei Bad Lippspringe, bei Gesseln, bei Mastbruch, südlich Marienloh, nördlich Neuenbeken, bei Benhausen, beim Elsener Bahnhof, bei Wewer und südlich Dahl. Es handelt sich um Grünland und Ackerflächen mit Obstwiesen, Hecken und Feldgehölzen. Auch Baum- und Kopfbaumreihen, Baumgruppen, Ufergehölze und Bäche befinden sich im LSG. Der Standortübungsplatz Auf der Lieth liegt im LSG. Im LSG stehen zahlreiche Windkraftanlagen.
Ein Ziel des LSG ist die Erhaltung der extensiv genutzten Grünlandflächen und Magerrasen. Hofeichenbestände sollen erhalten bzw. nach
einer Fällung ersetzt werden. Landwirtschaftlich genutzte Flächen sollen extensiviert werden. Ackerflächen, insbesondere erosionsgefährdete Bereiche der Paderborner Hochfläche, sollen beim Inkrafttreten des Landschaftsplanes in Grünland umgewandelt werden. Standortfremde Hybrid-Pappeln und Nadelbäume sollen nach dem Hieb durch standortgerechte, heimische Laubbäume ersetzt werden.